# Huernia similis
Huernia similis är en oleanderväxtart som beskrevs av Nicholas Edward Brown. Huernia similis ingår i släktet Huernia och familjen oleanderväxter. Inga underarter finns listade i Catalogue of Life.